# اسدالله مشارالسلطنه
میرزا اسدالله خان مشارالسلطنه (متولد دی ۱۲۶۰ – درگذشته آذر ۱۳۱۴) دیپلمات و دولت‌مرد ایرانی، سه دوره وزیر امور خارجه ایران بود. 
اسدالله مشارالسلطنه از نوادگان رضاقلی نوائی معروف به منشی الممالک از رجال سیاسی و کابینه در دوران پادشاهی آقا محمدخان قاجار و محمدعلی‌شاه قاجار است.  رضا قلی خان در زمان سلطنت فتحعلی‌شاه نیز منشی‌الممالک و از رجال درجه اول مملکت به‌شمار می‌آمد و به مدت دوازده سال منشی الممالک و سرپرست دفتر امور خارجه بود. مشارالسلطنه در رشته حقوق و علوم سیاسی در اروپا تحصیل کرد و با برادران پیرنیا، مشیرالدوله و موتمن‌الملک دوستی نزدیک داشت. در وزارت خارجه ریاست ادارات مختلف و چند مأموریت خارج به عهدهٔ او واگذار شد. مدتی معاون وزارت مالیه و معاون وزارت عدلیه بود. در دورهٔ سوم وکیل مجلس شد. میرزا حسن مشیرالدوله در ۱۲۹۳ در کابینهٔ خود پست وزارت مالیه را به مشارالسلطنه واگذار کرد. در ۱۲۹۶ مستوفی‌الممالک نیز در کابینهٔ خود همان سمت را به او داد. در کابینهٔ صمصام‌السلطنه، وزیر پست و تلگراف بود. در ترمیم همان کابینه به وزارت خارجه منصوب شد. در ۱۲۹۹ در زمامداری دوم مشیرالدوله همچنان وزارت خارجه را بر عهده داشت. در کودتای سوم ۱۲۹۹ به دستور سید ضیاءالدین طباطبایی دستگیر شد و در تمام مدت حکومت سیدضیاء با عدهٔ زیادی از رجال و افسران در زندان به سر می‌برد. پس از سقوط سید ضیاء، قوام‌السلطنه در ۱۳۰۰ سه کابینه تشکیل داد که در هر سه کابینه، مشارالسلطنه عضویت داشت و به ترتیب وزیر پست و تلگراف، وزیر عدلیه و وزیر خارجه بود.  مذاکره با شرکت نفتی استاندارد اویل از طریق حسین علاء وزیرمختار ایران در امریکا برای واگذاری امتیاز نفت شمال مهمترین اقدام او در دوران وزارت خارجه اش بود. پس از مذاکرات اولیه، لایحه ای پنج ماده ای از تصویب مجلس شورای ملی در سی‌ام آبان ۱۳۰۰ گذراند که به دولت اجازه می داد به شرکت استاندارد اویل پیشنهاد امتیاز کشف و استخراج نفت از منابع آذربایجان، گیلان، مازندران، استرآباد و خراسان به مدت پنجاه سال در برابر دریافت ده درصد از درآمد نفت بدهد.  مذاکره با استاندارد اویل پس از پایان یافتن وزارت او نیز ادامه یافت اما در نهایت به جایی نرسید. 
با کناره گیری دولت قوام‌السلطنه در اواخر دی ۱۳۰۰، مشارالسلطنه هم از وزارت خارجه رفت تا اینکه در ۲۷ خرداد سال بعد قوام‌السلطنه بار دیگر از مجلس به عنوان نخست وزیر رأی اعتماد گرفت و مشارالسلطنه را به عنوان وزیر عدلیه معرفی کرد. مشارالسلطنه زیر فشار روحانیون لایحه ای را در دهم آبان از تصویب مجلس گذراند که مدیران جرائد و ناشران کتب را ملزم می کرد پیش از چاپ هر نوشته ای مربوط به دین اسلام و مسائل مذهبی، آن نوشته به وزارت معارف برود تا ناظری که دو مجتهد جامع الشرایط تأییدش کرده باشند، آن نوشته را بررسی کند و اجازه نشر بدهد. این لایحه همچنین قانون جزای عرفی را لغو می کرد که مشیرالدوله چند سال قبل که مجلس تعطیل بود، وضع کرده و به اجرا درآورده بود. اما کمیسیون عدلیه مجلس، درخواست لغو این قانون را در صلاحیت دولت ندانست و آن را از لایحه حذف کرد. 
مشارالسلطنه پس از رواج شناسنامه و لغو القاب، نام خانوادگی قدیمی نوایی را برگزید. او مردی تحصیلکرده و آرام بود، به زبان فرانسه آشنایی کامل داشت و از آزادیخواهان و رجال دوره با نفوذ دوران مشروطیت به شمار می رفت. عباسعلی خلعتبری وزیر امورخارجه دوران محمدرضا شاه پهلوی که پس از انقلاب اعدام شد، نوه دختری مشارالسلطنه بود.